# Яшьона (железопътна спирка)
Вижте пояснителната страница за други значения на Яшьона.
Яшьона (на полски: Jasiona) е железопътна спирка в Яшьона, Южна Полша.
Разположена е на железопътна линия 136 (Ополе Грошовице – Кенджежин Кожле).